# Махуит (област)
Махуит е една от 19-те области на Йемен. Площта ѝ е 2300 км², а населението ѝ е 614 600 жители (по оценка от 2012 г.). Разделена е на 9 окръга. Разположена е в часова зона UTC+3. Официален език е арабският.